# K-1 World Grand Prix 2009 Final
La K-1 World Grand Prix 2009 Final será un evento de K-1 (artes marciales), que se celebrará el 5 de diciembre de 2009 en el Yokohama Arena en Yokohama, Japón. Será la edición número 17 del torneo que culminará un año repleto de torneos regionales eliminatorios. La competición seguirá el clásico formato de torneo de eliminación que se viene celebrando todos los años, bajo las reglas del K-1; tres asaltos de tres minutos cada uno.

## Clasificación
El sábado 26 de septiembre tuvo lugar la K-1 World Grand Prix 2009 en Seúl Final 16 que enfrentó a 16 luchadores. De ellos, siete fueron los finalistas de la K-1 World Grand Prix 2008 Final (Jérôme Le Banner, Badr Hari, Remy Bonjasky, Peter Aerts y Ewerton Teixeira, Errol Zimmerman y Ruslan Karaev). El octavo finalista, Gokhan Saki, debido a una lesión tuvo que renunciar al torneo. Junto a ellos se clasificaron Semmy Schilt como poseedor del título K-1 de los pesos super-pesados, los cuatro vencedores de los torneos de Yokohama, Lodz, Seúl y de la clasificatoria para la Final 16, y resto fueron seleccionados por los fanes.

## Sorteo
El sorteo de la final a ocho fue determinado en el ring una vez terminó la final a 16, en Seúl, Corea. Se realizó un sorteo ordenando la posición en la que se realizarían las peleas y los luchadores uno por uno escogían su camino en el cuadro. Ruslan Karaev fue el primero en escoger el lugar número 1, Badr Hari fue el siguiente y decidió enfrentarse a Karaev. Errol Zimmerman fue el siguiente y escogió el lugar número 7. Remy Bonjasky tuvo la oportunidad de pelear ante Zimmerman o de escoger otro puesto como el número 3 para enfrentarse en una hipotética semifinal a Hari, pero escogió pelear ante Zimmerman. Jérôme Le Banner decidió escoger el número 5 y Semmy Schilt optó por escoger el número 4 para enfrentarse a Lebanner. Ewerton Teixeira y Alistair Overeem, los dos últimos finalistas, se enfrentaron entre sí.
- Ruslan Karaev vs  Badr Hari
- Alistair Overeem vs  Ewerton Teixeira
- Jérôme Le Banner vs  Semmy Schilt
- Errol Zimmerman vs  Remy Bonjasky

## Otros datos
El evento se celebrará en el Yokohama Arena de la ciudad de Yokohama en Japón el sábado 5 de diciembre.